# Cristicaudus indicus
Cristicaudus indicus är en stekelart som beskrevs av Das och Chakrabarti 1991. Cristicaudus indicus ingår i släktet Cristicaudus och familjen bracksteklar. Inga underarter finns listade i Catalogue of Life.